# Costituzioni di Clarendon
Le Costituzioni di Clarendon erano un insieme di procedure giuridiche promulgate dal re Enrico II d'Inghilterra il 30 gennaio 1164. Composte da sedici articoli, esse rappresentano un tentativo da parte del sovrano di limitare i privilegi ecclesiastici e di controllare il potere delle corti della Chiesa cattolica e l'estesa autorità del papa in Inghilterra. Nelle condizioni di anarchia in cui era precipitato il regno con il predecessore di Enrico II, Stefano, la Chiesa aveva esteso la sua giurisdizione nel vuoto. Le Costituzioni erano finalizzate a far ritornare il sistema giudiziario osservato durante il regno di Enrico I (1110-1135). Tuttavia, di fatto, queste erano una parte della più larga espansione della giurisdizione del re nelle leggi civili ed ecclesiastiche, che furono il definitivo aspetto del suo regno.
Il primo obiettivo delle Costituzioni era occuparsi del controverso problema del clero criminale, ossia il clero che aveva commesso un grave crimine, ma che aveva evitato ripercussioni legali attraverso il "beneficio del clero", messo in pratica dalle corti ecclesiastiche. Queste, differentemente dalle corti reali, erano più fedeli al clero. Se si verificava un caso di omicidio commesso da un prete, di solito il processo finiva con la semplice sospensione e privazione della carica sacerdotale. In una corte reale l'omicidio era punito con la mutilazione o addirittura la condanna a morte.